# 新藤五国光

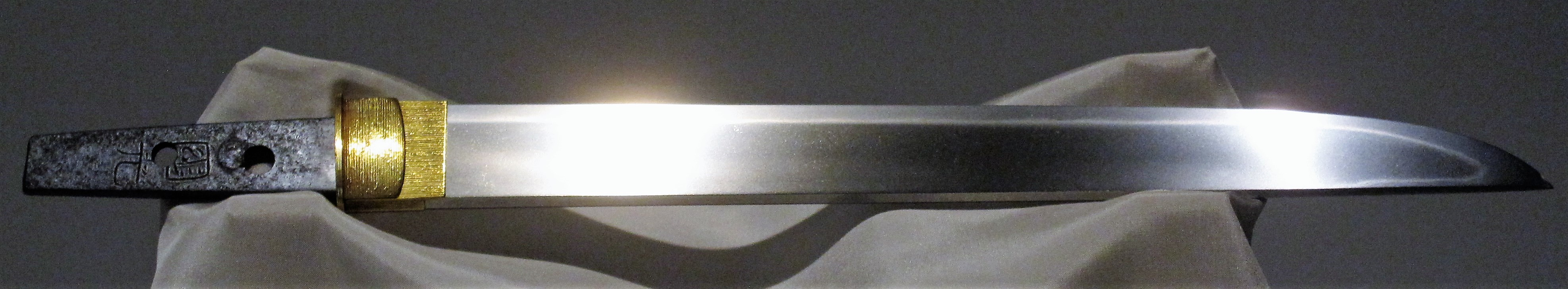
「短刀 銘国光」（重要文化財）、仙台藩主伊達家伝来品。東京国立博物館所蔵。

新藤五 国光（しんとうご くにみつ、生没年不詳）は、鎌倉時代後期の相模国（現・神奈川県）にて活動した刀工。永仁元年（1293年）から元亨4年（1324年）までの在銘作刀がある。相州伝と呼ばれる作風・系統の実質的創始者である。法名は光心。

## 概要
粟田口六兄弟の末弟、粟田口国綱の子と伝えらるが備前三郎国宗の子とも言われる。父親が鎌倉に招聘された後で生まれた子供であり、鎌倉山内の沼浜郷（現在の逗子市沼間）に居住、当時鎌倉に集められていた山城伝粟田口派、備前伝福岡一文字派などの各流派の刀工の影響を受けて育ち、相州（相模）鍛冶の祖となった。短刀を多く残している。

## 系譜

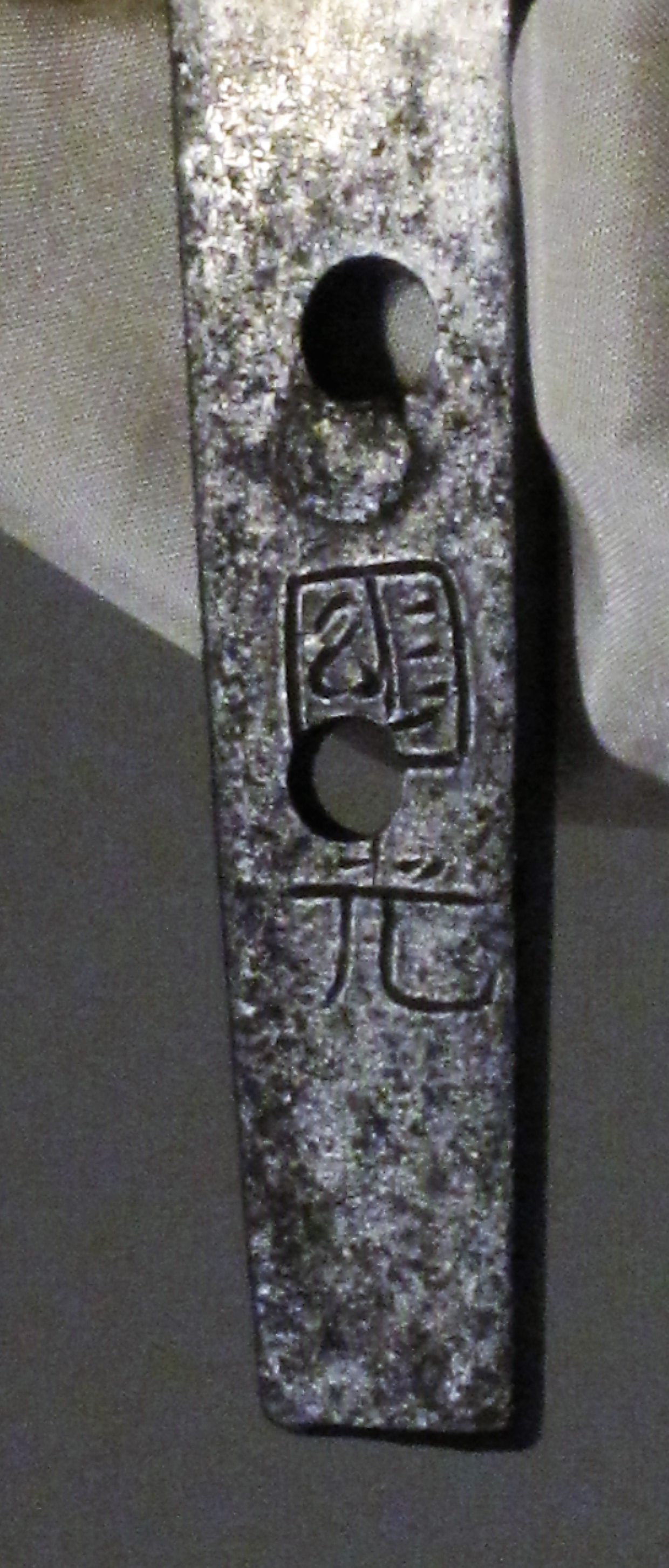
「短刀 銘国光」（重要文化財、東京国立博物館所蔵）の茎。指表に「国光」と銘を切る。

刀剣の古伝書に所載する国光の系譜は諸説ある。師については、備前三郎国宗、一文字助真、京の粟田口国綱の三説があり、国綱を父、国宗を師とする説もある。
最古の刀剣書である観智院本『銘尽』（現存するものは応永30年（1423年）の写本だが、本文は正和5年(1316年）時点の内容を含む）には、以下の2つの異なる系図を挙げている。
```
相模鍛冶系図 貞國─國弘─助真─國光─國重
                           ├國廣
                           ├行光
                           └正宗
```

```
鎌倉鍛冶 國宗─國光─進藤太郎
                ├進藤文四郎
                ├大進房 ひがきなり
                ├行光 藤三郎入道
                └國光 弟子
```

前者の系図によれば、相模国鍛冶の祖は貞国で、国光の師は一文字助真となる。そして、国光の弟子として国重、行光、正宗が挙げられている。
後者の系図によれば、国光の師は備前三郎国宗、国光の弟子は進藤太郎（国泰か）、弟文四郎（国広か）、樋掻き（刀身彫刻師）の大進房祐慶、藤三郎行光入道らとなる。
国光を粟田口国綱の子で備前三郎国宗の弟子とする説、室町時代以来の通説である（『古刀銘盡大全』ほか）。こちらは、国綱の活躍年代（? - 建長7年(1255年)頃）との差から、国光を国綱老後の子とする説や初代国光がいて、二代国光が新藤五国光を名乗ったとする説等がある。
前述の観智院本『銘尽』には、亀山上皇が大和当麻に行啓した際、新藤五国光の祖父が上皇に太刀を献上したとの記事があることから、大和当麻の鍛冶（当麻派）との関連を指摘する説もある。なお、刀銘「新藤五長谷部國光」から新藤氏長谷部姓、あるいは、長谷部住とも解釈されている。
刀銘ならびに、梵字（金剛界大日如来や不動明王など）により真言密教系の法師鍛冶とされる。

## 作風
粟田口伝と備前伝を受け、粟田口伝の高貴な姿の直刃を基調とし、それより沸が強く、刃文に金筋、稲妻が現れ、地刃の強い相州伝の基礎となる姿。銘字は「左字北冠」（国構えの中が左右逆、光の字が北に近い）と言われている。短刀を得意とし、太刀の作はまれである。

## 作品

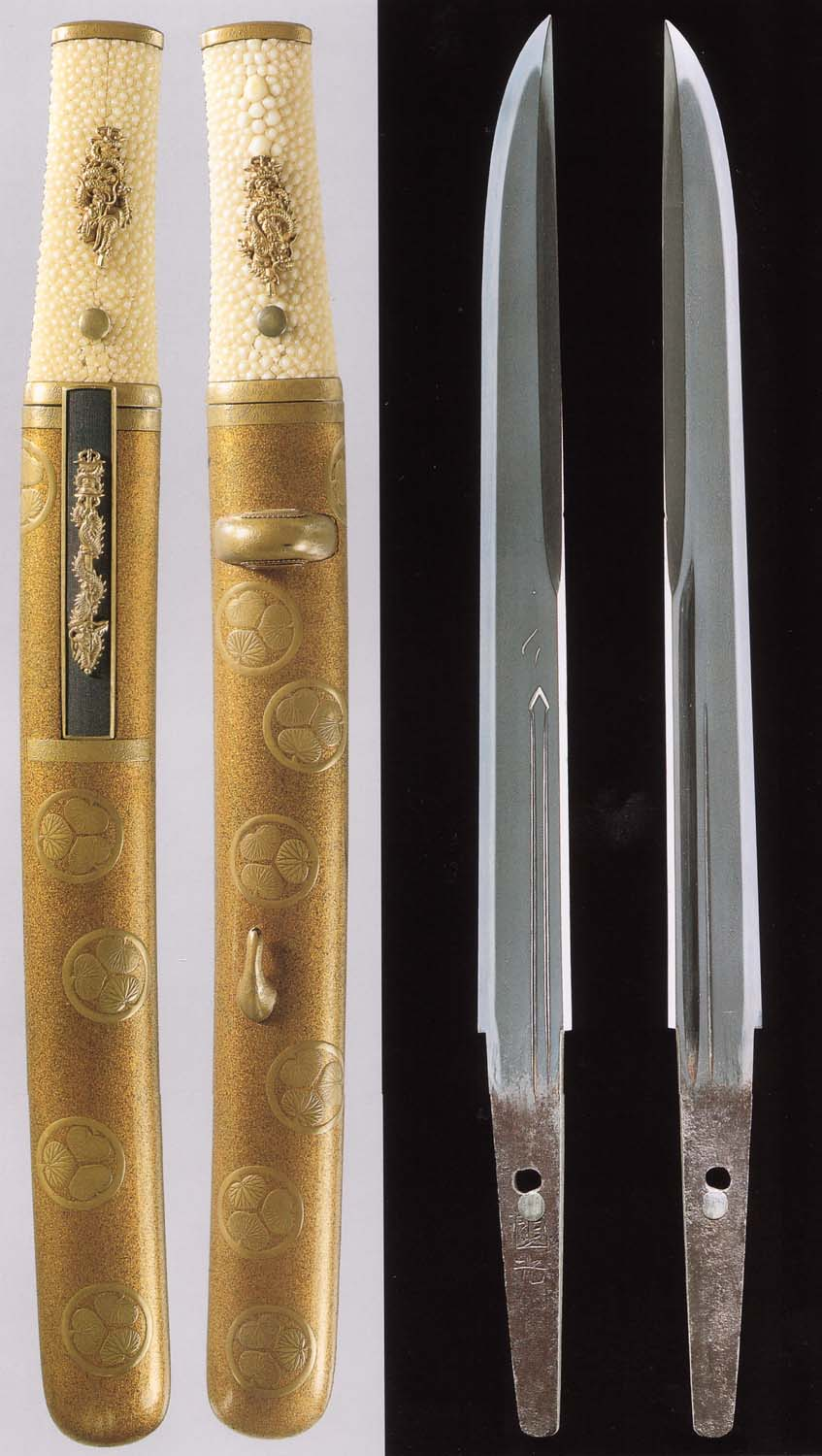
短刀 銘国光 拵：金梨地葵紋散蒔絵合口拵（佐野美術館）

国宝、重要文化財を含む主な刀剣は以下のとおり。
国宝
- 短刀 銘国光（名物会津新藤五）（広島・ふくやま美術館）
- 短刀 銘国光（大阪・個人蔵） - 指表に素剣、指裏に不動明王を表す梵字の彫物がある。
- 短刀 銘国光（個人蔵[10]） - 徳川慶喜旧蔵品で、国光の作中でも一段と地刃の働きに富んだものである。

重要文化財
- 短刀 銘鎌倉住人新藤五国光作 永仁元年十月三日（神奈川・法人蔵） - 永仁元年（1293年）の年記とともに、「新藤五」と名乗っていたこと、鎌倉に住していたことがわかる点で史料的にも貴重なものである。
- 短刀 銘国光 元応二年三月廿日（所在不明）
- 短刀 銘国光（土浦市立博物館）
- 短刀 銘国光（所在不明、1959年重文指定）
- 短刀 銘国光（東京国立博物館）伊達家伝来
- 太刀 銘国光（東京・静嘉堂文庫美術館）
- 短刀 銘国光（静岡・佐野美術館） - 国光の短刀には珍しい冠落し造である。
- 短刀 銘国光 徳治三年（以下切）（愛知・熱田神宮）
- 短刀 銘国光（大阪・妙国寺）
- 短刀 銘国光（和歌山・金剛峯寺）

重要美術品等
- 短刀 銘鎌倉住新藤五國光法名光心 正和二二年□月十日（黒川古文化研究所）ほか

文化庁による所在確認調査の結果、所在不明とされた物件については「所在不明」とした